# Schedophilus ovalis
Schedophilus ovalis är en fiskart som först beskrevs av Cuvier, 1833.  Schedophilus ovalis ingår i släktet Schedophilus och familjen svartfiskar. Inga underarter finns listade i Catalogue of Life.